# Vácszentlászló
Vácszentlászló är en ort i Ungern.   Den ligger i provinsen Pest, i den centrala delen av landet, 40 km öster om huvudstaden Budapest. Vácszentlászló ligger 165 meter över havet och antalet invånare är 2 085.
Terrängen runt Vácszentlászló är platt, och sluttar österut. Runt Vácszentlászló är det ganska tätbefolkat, med 80 invånare per kvadratkilometer. Närmaste större samhälle är Gödöllő, 13,9 km väster om Vácszentlászló. Trakten runt Vácszentlászló består till största delen av jordbruksmark.